# KV53
KV53 es una tumba egipcia del Valle de los Reyes, necrópolis situada en la orilla oeste del Nilo, a la altura de la moderna ciudad de Luxor. Es uno de los sepulcros peor conocidos y más imprecisamente datados de toda la necrópolis tebana.

## Situación
Actualmente, se desconoce el lugar exacto donde fue excavada KV53, aunque es de suponer que se halle en el ramal oeste del wadi central, en una zona próxima a las otras pequeñas tumbas que fueron descubiertas en su misma época. Situada inmediatamente al este de KV49, muy próxima al camino que nos conduce a la zona sur del Valle. Por tanto, no está tan cerca de algunas tumbas de características similares como KV48 o KV51, pero se sigue estimando que pertenece al ramal que dirige a KV35, la tumba de Amenhotep II.
Por las informaciones que nos han llegado de su descubrimiento, no hay nada excepcional en el diseño y la forma de KV53. Como la inmensa mayoría de las tumbas de nobles, ésta consta tan sólo de un pozo funerario (A) de menos de dos metros y una única sala (B) que haría las veces de cripta, y que por lo visto se hallaba muy toscamente excavada y era de grandes dimensiones. Lógicamente, sus paredes se encuentran desprovistas de decoración, principal causa de que sea imposible en muchos casos determinar quién fue el noble propietario de una tumba en el Valle de los Reyes.

## Excavación
KV53 fue descubierta en el invierno de 1905-1906 por Edward R. Ayrton, al servicio de Theodore Davis, junto con el resto de sepulcros de la misma zona que aún permanecían ocultos. Ante tal marea de hallazgos, todos ellos carentes del interés despertado por las tumbas mayores, provocó que cayeran en el olvido y su situación exacta acabara por perderse. Al no volver a ser visitada ni convenientemente resguardada, KV53 ha vuelto a desaparecer en una montaña de escombros, como la mayoría de sus vecinas.
El único hallazgo notable que vio la luz en este lugar fue un pequeño ostrakon, una lasca de piedra en la que se haya inscrito el nombre de Hori, escriba principal del Lugar de la Verdad, que viene a certificar la presencia del representante administrativo del  pueblo de los constructores de tumbas, el Lugar de la Verdad (Deir el-Medina) en KV53, cosa que no nos debe extrañar, ya que una de sus funciones era inventariar todos los objetos del lugar. Por tanto, las posibilidades de que KV53 fuera la tumba de Hori son ciertamente escasas, impropias de un hombre de sus funciones.
Lo más posible es que la tumba fuera destinada a un noble que vivió durante el reinado de Amenhotep II. Como sabemos, este faraón, al igual que su padre y su hijo, otorgó numerosos sepulcros a los más selectos miembros de la nobleza, e incluso a algunas de sus mascotas. La cercanía de la tumba de este rey con KV53 podría ser una pista que revele la época en la que fue excavada, aunque ciertamente no se puede asegurar nada, y quizás pertenezca a alguna de las dinastías posteriores. La falta de hallazgos y ahora de medios para volver a desescombrarla impide que se puedan hallar más datos sobre este emplazamiento tan poco conocido del Valle de los Reyes.